# LaVern Baker
Delores LaVern Baker (Chicago, 11 de novembro de 1929 – Queens, 10 de março de 1997) foi uma cantora americana de rhythm and blues. Seus maiores sucessos foram Tweedlee Dee (1955), Jim Dandy (1956) e I Cried a Tear (1958).

## Juventude
Nasceu em Chicago. Era ocasionalmente chamada de Delores Williams por causa de seu casamento, ainda muito jovem, com Eugene Williams. No fim da década de 1940 era identificada nos arquivos da gravadora RCA Victor como "D. L. McMurley."  Era sobrinha da cantora de blues Merline Johnson e também tinha parentesco com Memphis Minnie.

## Carreira
Começou cantando nos clubes de Chicago, como o Club DeLisa, por volta de 1946, geralmente contratada como Little Miss Sharecropper. Gravou pela primeira vez com este nome em 1949. Mudou seu nome por um curto período de tempo para Bea Baker, quando gravou para a Okeh Records, em 1951, e então se tornou LaVern Baker quando cantou com Todd Rhodes e sua banda em 1952.
Em 1953, assinou contrato com a Atlantic Records como artista solo. Seu primeiro disco foi Soul on Fire. O primero sucesso veio no começo de 1955, quando Tweedlee Dee alcançou o número 4 nas paradas de R&B e 14 na parada de música pop da época. O sucesso nas paradas de R&B continuou nos dois anos seguintes. Com seu grupo de apoio The Gliders, gravou Bop-Ting-A-Ling, Play It Fair e Still. No fim de 1956 voltou a ser a número 1 do gênero com Jim Dandy, que vendeu mais de 1 milhão de cópias, e foi premiada com o disco de ouro.
Continuou gravando sucessos para a Atlantic, incluindo Jim Dandy Got Married,  Cried a Tear, I Waited Too Long (escrita por Neil Sedaka), Saved e See See Rider.
Baker também fez alguns trabalhos na televisão e filmes com Ed Sullivan e Alan Freed, incluindo Rock, Rock, Rock e Mr. Rock & Roll. Em 1964, ela gravou um álbum tributo a Bessie Smith, antes de deixar a Atlantic e entrar para a Brunswick Records, pela qual gravou o álbum Let Me Belong to You.
Em 1966, gravou um dueto com Jackie Wilson. A canção Think Twice tinha uma letra atrevida, que foi considerada inapropriada para ser transmitida nas rádios.
No fim da década de 1960, ficou seriamente doente depois de uma viagem ao Vietnam para entreter os soldados americanos. Enquanto se recuperava nas Filipinas, seu marido, Slappy White, pediu o divórcio. Um amigo recomendou que ela continuasse como diretora de entretenimento da Marinha, e ela permaneceu lá por 22 anos.
Em 1988 voltou a se apresentar no Madison Square Garden para o aniversário de 40 anos da Atlantic Records. Depois disso, trabalhou em trilhas sonoras de filmes como Shag (1989), Dick Tracy (1990) e Perigosamente Harlem (1991). Em 1990 estreou na Broadway substituindo Ruth Brown como estrela do musical Black and Blue. Em 1991, lançou pela Rhino Records o álbum Live in Hollywood gravado no Hollywood Roosevelt Cinegrill, assim como uma compilação de seus maiores hits com a Atlantic, Soul on Fire.
Continuou se apresentando depois de ter ambas as pernas amputadas por causa de complicações causadas pela diabete, em 1994. A sua última gravação, Jump Into the Fire, foi para um disco de tributo a Harry Nilsson em 1995, For the Love of Harry, sob o selo Music Masters.
Em 1990 recebeu um Pioneer Award da Rhythm and Blues Foundation. Em 1991, Baker se tornou a segunda cantora solo a ir para o Rock and Roll Hall of Fame, depois de Aretha Franklin. Sua canção Jim Dandy ficou em 343º lugar na lista das 500 Músicas Que Marcaram o Rock and Roll da revista Rolling Stone.

## Morte
LaVern Baker morreu de um ataque cardiovascular no dia 10 de março de 1997, aos 67 anos. Foi enterrada no Cemitério Maple Grove em Kew Gardens, Nova York.

## Discografia

### Singles
| Ano  | Título                                    | Posição | Posição  |
| Ano  | Título                                    | U.S.    | U.S. R&B |
| ---- | ----------------------------------------- | ------- | -------- |
| 1955 | "Tweedlee Dee"                            | 14      | 4        |
| 1955 | "Bop-Ting-a-Ling"                         |         | 3        |
| 1955 | "That's All I Need"                       |         | 6        |
| 1955 | "Play It Fair"                            |         | 2        |
| 1956 | "My Happiness Forever"                    |         | 13       |
| 1956 | "Get Up Get Up"                           |         | 15       |
| 1956 | "Still"                                   | 97      | 4        |
| 1956 | "I Can't Love You Enough"                 | 22      | 7        |
| 1956 | "Jim Dandy"                               | 17      | 1        |
| 1956 | "Tra La La"                               | 94      | flip     |
| 1957 | "Jim Dandy Got Married"                   | 76      | 7        |
| 1957 | "Humpty Dumpty Heart"                     | 71      |          |
| 1958 | "It's So Fine"                            |         | 24       |
| 1958 | "I Cried a Tear"                          | 6       | 2        |
| 1959 | "I Waited Too Long"                       | 33      | 5        |
| 1959 | "So High So Low"                          | 52      | 12       |
| 1959 | "If You Love Me"                          | 79      |          |
| 1959 | "Tiny Tim"                                | 63      | 18       |
| 1960 | "Shake a Hand"                            |         | 13       |
| 1960 | "Wheel of Fortune"                        | 83      |          |
| 1960 | "Shadows of Love"                         | 83      |          |
| 1960 | "Bumble Bee"                              | 46      |          |
| 1961 | "You're the Boss"(com Jimmy Ricks)        | 81      |          |
| 1961 | "I'll Never Be Free"(com Jimmy Ricks)     | 103     |          |
| 1961 | "Saved"                                   | 37      | 17       |
| 1962 | "See See Rider"                           | 34      | 9        |
| 1964 | "You Better Find Yourself Another Fool"   | 128     |          |
| 1965 | "Fly Me to the Moon"                      | 84      | 31       |
| 1966 | "Think Twice"(com Jackie Wilson)          | 93      | 37       |
| 1966 | "Please Don't Hurt Me"(com Jackie Wilson) | 128     |          |
| 1966 | "Batman To the Rescue"                    | 135     |          |

### Álbuns
- LaVern (1956)

Lado A
1. Lots and Lots of Love
2. Of Course I Do
3. You'll Be Crying
4. Miracles
5. I'm in a Crying Mood
6. Mine All Mine

Lado B
1. Harbor Lights
2. I'll Never Be Free
3. Romance in the Dark
4. Everybody Is Somebody's Fool
5. How Long Will It Be
6. Fool That I Am

- LaVern Baker (1957)

Lado A
1. Jim Dandy
2. Tra La La
3. I Can't Love You Enough
4. Get Up, Get Up (You Sleepy Head)
5. That's All I Need
6. Bop-Ting-a-Ling
7. Tweedlee Dee

Lado B
1. Still
2. Play It Fair
3. Tomorrow Night
4. That Lucky Old Sun
5. Soul on Fire
6. My Happiness Forever
7. How Can You Leave a Man Like This?

- LaVern Baker Sings Bessie Smith (1958)

Lado A
1. Gimme a Pigfoot (And a Bottle of Beer)
2. Baby Doll
3. On Revival Day
4. Money Blues
5. I Ain't Gonna Play No Second Fiddle
6. Back Water Blues

Lado B
1. Empty Bed Blues
2. There'll Be a Hot time in the Old Town Tonight
3. Nobody Knows You When You're Down and Out
4. After You've Gone
5. Young Woman's Blues
6. Preaching the Blues

- Blues Ballads (1959)

Lado A
1. I Cried a Tear
2. If You Love Me
3. You're Teasing Me
4. Love Me Right
5. Dix-a-Billy
6. So High So Low

Lado B
1. I Waited Too Long
2. Why Baby Why
3. Humpty Dumpty Heart
4. It's So Fine
5. Whipper Snapper
6. St. Louis Blues

- Precious Memories: LaVern Baker Sings Gospel (1959)

Lado A
1. Precious Memories
2. Carrying the Cross for My Boss
3. Just a Closer Walk With Thee
4. Touch Me, Lord Jesus
5. Didn't It Rain
6. Precious Lord

Lado B
1. Somebody Touched Me
2. In the Upper Room
3. Journey to the Sky
4. Everytime I Feel the Spirit
5. Too Close
6. Without a God

- Saved (1961)

Lado A
1. Saved
2. For Love of You
3. Manana
4. My Time Will Come
5. Shadows of Love
6. Must I Cry Again

Lado B
1. Bumble Bee
2. Shake a Hand
3. Don Juan
4. Wheel of Fortune
5. Senor Big and Fine
6. Eternally

- See See Rider (1963)

Lado A
1. See See Rider
2. You Better Stop
3. He's a Real Gone Guy
4. Story of My Love
5. You Said
6. I'm Leavin' You

Lado B
1. Don't Let the Stars Get in Your Eyes
2. Trying
3. Half of Your Love
4. A Little Bird Told Me So
5. Endless Love
6. All the Time

- Let Me Belong to You (1970)

Lado A
1. Pledging My Love
2. Let Me Belong to You
3. I'm the One to Do It
4. Baby
5. Born to Lose

Lado B
1. Call Me Darling
2. Love Is Ending
3. Baby Don't You Do It
4. I Need You So
5. Play It Fair